# Јелена Илић (глумица)
Јелена Илић (Краљево, 5. фебруар 1980) је српска глумица и глумица-аниматорка, чланица ансамбла Малог позоришта „Душко Радовић”.
Дипломирала на Факултету драмских уметности у Београду.
Награђивана је на Дечијем позоришном фестивалу „Позориште Звездариште" за најбољу женску улогу у представи „Пола-пола”, за најбољу анимацију лутке у представи „Ко је Лорет?”, такође је награђена и на Сусретима професионалних луткарских позоришта Србије.
Добитник је неколико годишњих награда за глумачко остварење „Божидар Валтровић“ Малог позоришта „Душко Радовић“.
Глуми у позоришту, на филму и телевизији.
Живи и ради у Београду.

## Представе
- Женски оркестар, 1999, Београд, Позориште 'Славија'
- Бордел ратника, 2001, Београд, Центар за културну деконтаминацију
- Тероризам, 2003, Крушевац, Крушевачко позориште
- Црвена, 2004, Београд, Битеф театар
- Патка, 2005, Краљево, Краљевачко позориште
- Факе порно, 2005, Београд, Битеф театар
- Ивона, Кнегиња Бургундска, 2006, Београд, Битеф театар
- Поморанџина кора, 2006, Београд, Атеље 212
- Моја домовина - Седам снова, 2006, Београд, Битеф театар
- Мали принц, 2006, Београд, Мало позориште 'Душко Радовић'
- Змијско легло, 2006, Београд, Атеље 212
- Клаус и Ерика, 2007, Београд, Мало позориште 'Душко Радовић'
- Лек од бресквиног лишћа, 2007, Београд, Мало позориште 'Душко Радовић'
- Арапска ноћ, 2007, Београд, Југословенско драмско позориште
- Лице од стакла, 2008, Београд, Битеф театар
- Путујуће позориште Шопаловић, 2009, Краљево, Краљевачко позориште
- Ко је Лорет?, 2009, Београд, Мало позориште 'Душко Радовић'
- Прича о причи, 2010, Београд, Мало позориште 'Душко Радовић'
- Полиграф, 2011, Београд, Југословенско драмско позориште
- Пола-Пола, 2011, Београд, Мало позориште 'Душко Радовић'
- Чудне љубави, 2011, Београд, Мало позориште 'Душко Радовић'
- Пет дечака, 2012, Београд, Мало позориште 'Душко Радовић'
- Маја и ја, 2012, Београд, Битеф театар
- Крцко Орашчић, 2012, Београд, Мало позориште 'Душко Радовић'
- Чишћење идиота, 2012, Краљево, Краљевачко позориште
- Астронаути, 2014, Београд, Мало позориште 'Душко Радовић'
- Дечак који каже да - Дечак који каже не, 2014, Београд, Мало позориште 'Душко Радовић'
- Дневник о Чарнојевићу, 2014, Београд, Југословенско драмско позориште
- Ибзенов непријатељ народа као Брехтов поучни комад, 2014, Београд, Центар за културну деконтаминацију
- Поп Ћира и поп Спира, 2015, Београд, Мало позориште 'Душко Радовић'
- Циркус Марио и Нета, 2016, Београд, Мало позориште 'Душко Радовић'
- Капетан Џон Пиплфокс - у новом миленијуму, 2016, Београд, Мало позориште 'Душко Радовић'
- Књига о џунгли, 2018, Београд, Мало позориште 'Душко Радовић'
- Режим љубави, 2018, Београд, Атеље 212
- Велики одмор, 2018, Београд, Мало позориште 'Душко Радовић'
- Пећина, 2019, Београд, Театар Вук
- Лепа Брена проџект, 2019, Београд, Битеф театар
- Кретање, 2020, Београд, Битеф театар
- Апликација Воланд, 2020, Шабац, Шабачко позориште
- Дечак са кофером, 2020, Београд, Мало позориште 'Душко Радовић'
- Адреса Свемир - неколико порука, 2021, Београд, Битеф театар
- Снежна краљица, 2022, Београд, Мало позориште 'Душко Радовић'
- Драма о крају света, 2022, Београд, Атеље 212
- Бамби, 2022, Београд, Мало позориште 'Душко Радовић'
- Поп Ћира и поп Спира, Београд, Мало позориште 'Душко Радовић'
- Циркус Марио & Нета, Београд, Мало позориште 'Душко Радовић'
- Капетан Џон Пиплфокс, Београд, Мало позориште 'Душко Радовић'
- Велики одмор, Београд, Мало позориште 'Душко Радовић'
- Дечак са кофером, Београд, Мало позориште 'Душко Радовић'
- Снежна краљица, Београд, Мало позориште 'Душко Радовић'
- Бамби, Београд, Мало позориште 'Душко Радовић'[3][2]